# Brave Brothers
Kang Dong-chul (coréen: 강동철), aussi connu sous son nom de scène Brave Brothers, est un rappeur, réalisateur artistique et auteur-compositeur sud-coréen de Brave Entertainment,,. Il a été un producteur et compositeur pour la YG Entertainment de 2004 à 2008. En 2008, il commence sous son propre label nommé Brave Entertainment. Il a produit de nombreuses chansons pour différents groupes et artistes sud-coréens tels que : Sistar, 4Minute, T-ara, Son Dam Bi, BIGBANG, Brown Eyed Girls, After School, AOA et U-KISS,,.

## Production
| Artiste(s)                       | Informations |
| -------------------------------- | --- |
| 4Minute                          | - "What’s Your Name?" - Name Is 4Minute - "Is It Poppin'?" - "Whatcha Doin' Today?" - 4Minute World - "Only Gained Weight" - Brave Brothers 10th Anniversary |
| 4 Tomorrow                       | - "두근두근 Tomorrow" - 두근두근 Tomorrow |
| 45RPM                            | - "못 말리는 삼형제" - Hit Pop - "천하무적 야구단" - 천하무적 야구단 |
| A-Force                          | - "Wonder Woman" |
| After School                     | - "Play Girlz", "AH", "나쁜놈" - New Schoolgirl - "Diva" - Diva - "너 때문에" - Because of You - "8 Hot Girl", "첫사랑" - First Love - "Week" - Brave Brothers 10th Anniversary |
| After School Red                 | - "밤 하늘에" - RED |
| Pink BnN                         | - "My Darling" - Yoon Bo-mi & Kim Nam-joo - Brave Brothers 10th Anniversary |
| AOA                              | - "Intro (Gonna Get Your Heart)", "Miniskirt", "Under the Street Lights" - Miniskirt - "Short Hair", "Joa YO!", "Soulmate", "You Know That" - Short Hair - "Like A Cat", "Girl's Heart" - Like a Cat - "Heart Attack", "Luv Me", "One Thing", "Really Really" - Heart Attack |
| Bae Seul-ki                      | - "Intro", "Tiresome" (Feat. Ha Joo Yeon de Jewelry), "DJ" (Feat. Maboos) |
| Battle                           | - "Big Change (Feat. Deegie)", "Step By Step", "Luv U" - Step By Step |
| Bestie                           | - "Love Options" - Love Options |
| Bigbang                          | - "Intro (Put Your Hands Up)" - First Single - "Intro (Victory)", "Good Bye Baby" - Bigbang 03 - "Shake It (Feat. Ji Eun)" - Bigbang Vol.1 - "없는 번호", "Oh Ma Baby" - Always - "Crazy Dog" , "마지막 인사" - Hot Issue - "Wonderful" - Remember |
| Boyfriend                        | - "Let's Get It Started (Feat. Maboos)", "Boyfriend", "You & I" - Boyfriend |
| Brave Girls                      | - "Intro (Ain't Nobody Like Brave Girls)", "So Sexy", "아나요" - The Difference - "툭하면 (Feat. Skul1)", "비가 내리면" - Back To Da Future |
| Brown Eyed Girls                 | - "어쩌다" - My Style |
| BtoB                             | - "Beep Beep" - Beep Beep |
| C-REAL                           | - "C-Real Intro", "No No No No No" - Round 1 |
| Dal Shabet                       | - "Someone Like U" - Naturalness |
| DJ Doc                           | - "투게더" - 풍류 |
| Dazzling Red                     | - "This Person" - Idol Group |
| EI                               | - "Intro", "기억해", "너 하나만" - 기억해 |
| Electroboyz                      | - "전화가 오네 (Feat. 호란)", "어젯밤 (Feat. 별들의전쟁)" - Electroboyz First Single - "Ma Boy 2 (Feat. Hyorin de Sistar)" - Rebirth |
| F-ve Dolls                       | - "입술자국/Lip Stain", "잘났어" - Charming Five Girls |
| Gummy                            | - "거울을 보다가", "여기까지만 (Feat. Skull)" - Comfort |
| Han Yuna                         | - " 마네킹 (Feat. Maboos)" - I'm Mannequin |
| Hello Venus                      | - "Sticky Sticky" - Sticky Sticky - "Wiggle Wiggle" - Wiggle Wiggle - "I'm Ill", "Show Window", "Watcha Talk About", "Chameleon" - I'm Ill |
| Hyolyn                           | - "One Way Love" (너 밖에 몰라)" - LOVE & HATE |
| Hyomin                           | - "Nice Body feat. LOCO", "Fake It" - MAKE UP |
| Hyuna                            | - "Ice Cream feat. Maboos" - Melting |
| Jang Keun-suk & Hyorin de Sistar | - "Magic Drag" |
| Jo Sungmo                        | - "Intro ", "바람필래", "이밤이 지나가면", "점점더 (Feat. Electroboyz)" - Meet Brave |
| Kim Dong-wan                     | - "Secret" - (Tiffany de Girls' Generation) |
| Kim Hyung-jun                    | - "Midnight Passes" - Lie To Me OST |
| Kim Yuna, Sistar & Electroboyz   | - "Super Girl" |
| Lee Ai                           | - "기억해" - 기억해 |
| Lee Gi-kwang                     | - "Dancing Shoes", "Wipe the Tears" - First Episode: A New Hero |
| Lee Min-woo                      | - "남자를 믿지마" (Feat. Big Tone) - M Rizing |
| Lee Seung-gi                     | - "Losing my mind" - 정신이 나갔었나봐 |
| Lexy                             | - "눈물 씻고 화장하고" - Lextacy - "하늘 위로 (Feat. 지은)", "Big Lexy" - Rush |
| Masta Wu                         | - "울라라라 (Feat. Red Roc)", "Cry (Feat. 이영현)", "껌 (Feat. Teddy Park)" - Mass Wu Pt.2 |
| Myname                           | - "Just That Little Thing" - The 2nd Single |
| Nine Muses                       | - "잠은 안오고 배는 고프고/Sleepless Night" - Lost (Til The Night Is Over) |
| NS Yoonji                        | - "N To The S 윤지", "춤을 춰/Lets Dance", "DJ Don't Stop" - Time To Fly High |
| Oh Jong-hyuk                     | - "Get Away" (Feat. Showgun) - OK, I'm Ready |
| One Two                          | - "별이 빛나는 밤에" - 별이 빛나는 밤에 - "와랄라 랄라레" - Walala Lalale - "Very Good" |
| Owl                              | - "In the summer" (Feat. Lady Owl) |
| Rania                            | - "Time To Rock Da Show", "Pop Pop Pop", "Goodbye" - Time To Rock Da Show |
| Red Roc                          | - "Bounce Back" - Hello |
| Samuel                           | - "ONE (feat. Jung Ilhoon de BTOB)" |
| Se7en                            | - "Interlude - Follow Me", "Run (Feat. G-Dragon, Taeyang)" - 24/SE7EN - "Oh~Ma Girl" - Se7olution |
| Sistar                           | - "Here We Come", "Push Push", "Oh Baby" - Push Push - "We Never Go Alone" - "Drop The Beat (Feat. B2K)", "가식걸/Shady Girl" - Shady Girl - "Mighty Sistar", "Over", "니까짓게/How Dare You" - How Dare You - "Ma Boy" - "Let's Get The Party Started", "So Cool" - So Cool - "Hot Place (feat. Brave Sound)" - "Come Closer", "Alone" - Alone - "Sistar19", "Gone Not Around Any Longer", "A Girl in Love" - Gone Not Around Any Longer |
| Son Dam-bi                       | - "Bad Boy" - Mini Album Vol. 1 - "미쳤어/Crazy" - Mini Album Vol. 2 - "토요일밤에/Saturday Night" - Type B — Back To 80's - "눈물이 주르륵" - Dripping Tears |
| Son Dam-bi & After School        | - "Amoled" |
| SPEED                            | - "Love, the pain of heart" - Blow Speed |
| Stellar                          | - "Intro", "Cry" - Cry |
| Sugar                            | - "노세 놀아보세" - 무가당 - "O.A.O (오.에.오)" - O.A.O (오.에.오) |
| Sunmi                            | - "Full Moon (featuring Lena)" - Full Moon |
| Supernova                        | - "Intro", "그리운 날에", "라라라" - Time To Shine - "Intro", "Shining☆Star", "Love Letter" - Shining☆Star - "Stupid Love" - Stupid Love |
| Taeyang                          | - "Intro (Hot)" - Hot |
| T-ara                            | - "So Crazy" - So Good |
| Teen Top                         | - "Teen Top", "Going Crazy", "Where's Ma Girl", "Girl Friend" - It's - "aRtist", "To You", "Baby U", "Shake It" - aRtisT - "Be Ma Girl", "Fall in Love", "Party Tonight" - Be Ma Girl - "So Sweet", "Get Crazy", "Miss Right (co-composé avec Elephant Kingdom)" - "No.1" - "Walking By..." - "No.1 Repackaged" - "Don't I" - "Teen Top Class" - "Except for me" - Brave Brothers 10th Anniversary                                        |
| Thelma Aoyama                    | - "Intro", "Fallen Angel", "My Sweetest Sin" - Love Story |
| Touch                            | - "난" - Touch |
| uBEAT                            | - "Should Have Treated You Better", "It's Been A Long Time" - 있을 때 잘해 줄 걸 |
| U-Kiss                           | - "Intro (Pump Pump)", "어리지 않아", "Give It to Me" - New Generation - "Intro (On Fire)", "니가 좋아", "Talk To Me" - Bring It Back 2 Old School - "Intro", "만만하니/ManManNaNi", "OK!" - ContiUKiss - "Intro", "빙글빙글/Round&Round", "Without You", "뭐라고" - Only One |
| YMGA                             | - "Let It Play (Feat. Ji Eun)", "Real Talk (Feat. Taeyang)" - Made In R.O.K |
| Yoo Seung-chan                   | - "How are yoo?" |
| ZE:A                             | - "하루종일/All Day Long (Original Ver.)" - Leap For Detonation - "숨소리/Breathe" - First Homme |
| UNI.T                            | - "I MEAN" |